# ناوچه کلاس بلک‌وود
ناوچه کلاس بلک‌وود (به انگلیسی: Blackwood-class frigate) یک کلاس از کشتی است که طول آن ۳۱۰ فوت (۹۴ متر) می‌باشد.